# 모퉁이돌 선교회
모퉁이돌 선교회는 창립자인 이삭 목사가 1985년 결성한 기독교 선교단체이다.
선교지역은 북한, 중국, 이스라엘, 등이며, 성경배달을 중심으로 중국, 북한등의 공산주의지역과 이스라엘 선교를 주로 한다. 북한과 중국 선교를 통한 복음화를 주 목적으로 활동하고 있다. 선교회를 시작할 당시 이삭 목사는기도 중에 “나는 북한을 포기한 적이 없다. 그 땅에 내 백성이 살아있다. 내가 북한 성도들의 기도를 들었다.”는 하나님의 음성을 듣고 순종하여 선교사역을 시작했다. 모퉁이돌선교회는 북한선교를 중심으로 “평양에서 예루살렘까지” 복음이 제한된 지역에 하나님의 잃은 양을 찾아 제자를 삼고 더불어 사역하며 북방의 성도들에게 하나님의 말씀을 배달하고 있다.

## 주요 사역
주요 사역은 성경배달, 신학교배달, 선교사배달, 교회배달, 구제배달이 있다. 사역지역은 '평양에서 예루살렘까지'이며, 그 대상국은 북한과 중국, 이스라엘, 러시아, 그리고 실크로드를 따라가면서 중국과 접경지역을 같이하고 있는 국가들이다(몽골, 미얀마, 부탄, 네팔, 인도, 파키스탄, 우즈벡스탄, 키르키즈 공화국, 카작스탄, 아프카니스탄, 라오스, 타직스탄, 베트남) 모퉁이돌선교회는 고통 받는 북한교회와 성도들을 위한 사역에 힘을 쏟는 동시에 중국과 중국 내 소수민족 그리고 아랍과 이스라엘의 성도들에게 하나님의 말씀을 배달하고 그들을 위로하는 사역을 하고 있다. 특히 2014년부터 ‘통일, 내가 이룰 것이니 준비하라!’는 하나님의 말씀에 순종하여 통일 전, 통일 시, 통일 후 3단계에 따른 선교전략을 수립해 복음통일 사역을 감당해 가고 있다.

## 광야의 소리 방송
2007년부터 북한에서 은밀하게 신앙을 지키며 말씀을 듣지 못하는 북한성도들에게 방송선교를 통해 하나님의 말씀을 전하고 있다. 최근에는 자체 단파 채널과 극동방송(서울, 제주)을 중심으로 하나님 말씀을 북한에 전하기 위한 목적으로 광야의 소리 방송을 송출하고 있다. 매주 목요일 정오에 남북의 성도들이 함께 모여 드리는 예배가 녹음되어 주일 새벽에 단파와 중파를 통해 북한으로 송출되고 있다.

## 월간지
월간지 <카타콤소식>을 발행한다. 복음이 제한 받는 북한과 중국, 중국내 소수민족, 아랍지역과 이스라엘의 선교소식과 선교사들의 다양한 사역과 기도제목 등으로 꾸며진다. ‘카타콤소식’지로 함께 기도하는 원하는 사람이면 누구나 신청해 받아볼 수 있다. 최초 발행일은 1990년4월 20일이다. 카타콤소식은 북한을 위해 함께 기도하는 것을 목적으로 발행된다. 5월과 12월에는 어린이 카타콤을 발행한다. 카타콤 표지에 '이 소식지는 기도제목을 함께 나누기 위해 제작된 것이므로 복사 및 그 밖의 방법으로 주위의 분들과 나누어 사용하시기 바랍니다¹라고 쓰여 있다.

## 정세와 선교
소속 선교연구원에서 북한과 한반도의 상황 등을 기도하고 분석, 연구하여 선교전략을 수립한다. 연구원은 정세분석, 주간분석 그리고 선교정보 등을 모아서 매월 ‘정세와 선교’를 발행하고 있다. ‘정세와 선교’는  받아보기 원하는 사람들에게 무료로 발송된다.

## 동역자 편지
선교현장의 기도제목과 이 땅에서 일어나고 있는 긴급한 문제들을 중심으로 매달 회원들에게 기도편지를 배포하여 함께 기도하고 있다.